# Бељански
Бељански  је српско презиме. Може се односити на следеће особе:
- Бојан Бељански
- Јован Бељански
- Љубица Бељански Ристић
- Миленко Бељански
- Павле Бељански